# Bertram & Co.
Bertram & Co. er en dansk film fra 2002, baseret på romanen af Bjarne Reuter og instrueret af Hans Kristensen.

## Handling
6-årige Bertram og resten af familien Nielsen har store pengeproblemer. De bor seks mennesker i en lille lejlighed, og da den yngste - Bertram - godt kan lide at lave ballade, har familien pludselig ingen penge til årets sommerferie. Heldigvis ligger svaret ligefor. Den kriminelle onkel Georg bliver tilkaldt, og snart er hele familien sat i gang med kostumer og skumle planer for at score 100.000 kroner fra den onde "direktør" og nogle arabere.

## Medvirkende
- Pelle Bang Sørensen som Bertram
- Sebastian Jessen som Oscar
- Sofie Lassen-Kahlke som Winnie
- Michael Slebsager som Anders
- Vibeke Hastrup som mor (Berit Nielsen)
- Niels Anders Thorn som far (Børge Nielsen)
- Jarl Friis-Mikkelsen som Onkel Georg
- Dick Kaysø som Betjent Friis
- Karl Bille som Betjent Peter
- Bente Eskesen som Direktør Schmidt
- Robert Hansen som Severinsen
- Claus Bue som Købmand Erik Poulsen
- Rikke Wölck som Kirsten Poulsen
- Stephanie Leon som Ann-Sofie Poulsen
- Holger Vistisen som sur kunde
- Jan Hertz som bankdirektør
- Farshad Kholghi

## Trivia
- Skuespillerne bag Købmand Poulsen og hans kone, Claus Bue og Rikke Wölck, er også i virkeligheden mand og kone.

## Eksterne Henvisninger
- Bertram & Co. på Internet Movie Database (engelsk)
- Bertram & Co. på Filmdatabasen
- Bertram & Co. på danskefilm.dk
- Bertram & Co. på danskfilmogtv.dk
- Bertram & Co. på Scope
- Bertram & Co. på MovieMeter (nederlandsk)
- Bertram & Co. på The Movie Database (engelsk)